# Сергий (Куминский)
Епископ Сергий (в миру Александр Сергеевич Куминский; 17 августа 1869, Горетово, Рязанская губерния — 11 декабря 1937, Ачинск, Красноярский край) — епископ Русской православной церкви, епископ Ачинский, викарий Красноярской епархии.

## Биография
Родился 17 августа 1869 года в селе Горетове Луховицкой волости Зарайского уезда Рязанской губернии (ныне Луховицкий район Московской области) в семье диакона Троицкой церкви Сергия Куминского. Два младших брата будущего епископа, Андрей и Василий, впоследствии также стали священниками и в 1930-х годах служили на территории Рязанской области.
В 1891 году окончил Рязанскую духовную семинарию.
16 февраля 1892 года Александр Куминский был рукоположён во священника.
Не позднее 1895 года был назначен священником 188-го пехотного резервного Батуринского полка.
С 11 марта 1898 по 1905 год служил в 175-м Батуринском пехотном полку, Александро-Невская церковь которого находилась в городе Умани Киевской губернии.
С 1905 по 1908 годы служил в военном крепостном соборе города Новогеоргиевска.
С 1908 по 1913 год служил в церкви в честь святого великомученика Георгия Победоносца 9-го уланского Бугского полка, размещавшегося в селе Белая Церковь Киевской губернии.
C 7 июля 1913 года служил в храме во имя святителя Алексия, Митрополита Московского 65-го Московского Его Величества пехотного полка, покровителем которого был царевич Алексий Николаевич. В это же время отец Александр нес послушание благочинного церквей 17-й пехотной дивизии.
Обязанности полкового священника не ограничивались лишь совершением богослужений, а включали в себя также проведение бесед с военнослужащими и членами их семей; в ходе боевых действий духовенство ободряло, духовно укрепляло воинов, призывало их отдавать все силы ратному делу, пострадать ради Бога и ближнего.
Труды священника Александра Куминского на ниве Христовой были высоко оценены; он был награждён орденом святой Анны III степени (1914), святой Анны II степени, с мечами и наперсный золотой крест на Георгиевской ленте из кабинета Его Императорского Величества (1915), орден святого Владимира IV степени с мечами (1916).
16 июля 1916 года иерею Александру Куминскому был присвоен сан протоиерея.
В начале 1918 года, по ходатайству главного священника армий Северного фронта, он был награждён палицей.
За расформированием Московского полка в 1918 году освобождён от службы в действующей армии с отчислением в Черниговскую епархию. Согласно прошению, митрополитом Киевским и Галицким Антонием (Храповицким) определён настоятелем церкви села Соболевка Звенигородского уезда (входившего в Черниговскую епархию).
В 1919 году скончалась его супруга, после чего принял постриг в монашество с именем Сергий.
В 1922 году был арестован Экзарх Украины митрополит Михаил (Ермаков), в связи с чем управление православными приходами на Украине, согласно завещанию митрополита Михаила, легла на епископа Уманского Макария (Кармазина), который, преследую цель укрепления канонического православия, совершил ряд тайных епископских хиротоний.
1 сентября 1923 года тайно хиротонисан во епископа Радомышльского, викария Киевской епархии. Чин хиротонии во епископа совершили епископы Парфений (Брянских) и Макарий (Кармазин). Впоследствии хиротония была признана Патриархом Тихоном.
В 1924 году арестован, находился в заключении. В том же году отпущен.
В 1925 году епископ Сергий, по-прежнему занимавший Радомышльскую кафедру, временно управлял и Киевской епархией. Кроме того, на нем лежали обязанности по установлению связей между Московской Патриархией и украинским епископатом. Во время одной из таких поездок 23 октября 1926 года епископ Сергий был арестован в Москве и помещён в Бутырскую тюрьму. Вместе с ним по делу проходил архиепископ Волынский и Житомирский Аверкий (Кедров).
7 января 1927 года постановлением Особого Совещания при Коллегии ОГПУ архиепископ Аверкий (Кедров) был приговорен к 3 годам ссылки в Казахстан, а епископ Сергий (Куминский) — к 3 годам ссылки в Марийскую автономную область, которую отбывал в Краснококшайске.
Живя в Краснококшайске, ходил на богослужения в Воскресенский собор; он усердно молился в алтаре, но совершать службы самому властями ему запрещалось. В столице Марийской автономной области епископ Сергий пробыл около четырёх лет.
Согласно Митрополиту Мануилу (Лемешевскому), в 1928 году назначен епископом Бершадским, викарием Киевской епархии.
В 1929 году (по материалам следствия) епископ Сергий прибыл в Бузулук. По обрывочным данным он сумел организовать управление епархией и продолжить линию своих предшественников. Вокруг него сплотилось духовенство, а имя епископа Сергия было известно и уважаемо даже в самых дальних селах, где к его словам, несомненно, прислушивались.
С 1930 года — епископ Бузулукский, викарий Самарской епархии.
23 ноября 1930 года был арестован. По одному делу с ним проходило трое священников: В. И. Денисов, А. И. Каменев, В. Л. Благовидов. В обвинительном заключении значилось, что епископ Сергий «собирал сборища попов и верующих у себя в квартире и вел агитацию против обновленческого движения и свержения Соввласти, подбирал в своей епархии попов, которые могли бы вести агитацию против Соввласти».
13 мая 1931 года по внесудебному Постановлению «Тройки» при полномочном представителе ОГПУ Средневолжского края епископ Сергий (Куминский) был приговорен к трем годам концлагеря в Северном крае.
С 22 ноября 1934 года назначен епископом Ливенским, но в управление не вступал.
9 февраля 1935 года назначен епископом Рыльским, викарием Курской епархии.
8 мая 1935 года определён епископом Марийским, но уже 18 мая того же года был освобожден.
16 октября того же года назначен епископом Вольским, викарием Саратовской епархии.
1 апреля 1936 года назначен временным управляющим Красноярской и Енисейской епархией. 14 апреля назначен епископом Ачинским, временно управляющим Красноярской и Енисейской епархией.
Арестован 4 ноября 1937 года. Ко времени ареста епископу Сергию было 68 лет, он был болен миокардитом и бронхитом. На единственном допросе епископ Сергий показал, что «все служители культа, находящиеся на территории Красноярского края тихоновского течения, подчинены мне по службе», а приезды священников епархии к нему объяснил «необходимой потребностью по церковным делам, в частности получением святого мира или получением указаний относительно богослужений». Обвинение в контрреволюционной деятельности решительно отверг. Следователь, как видно из протокола, попытался оказать на престарелого архиерея психологическое давление, но своего не добился. Допрос был прерван и больше не возобновлялся. 22 ноября 1937 года состоялось три очных ставки, в ходе которых все обвинения в контрреволюционной деятельности епископ Сергий также отверг.
5 декабря 1937 тройкой при УНКВД по Красноярскому краю приговорён к расстрелу по обвинению в «участии в к/р офицерско-белогвардейском заговоре». Приговор приведён в исполнение 11 декабря в Ачинске.